# Trigonophorus dechambrei
Trigonophorus dechambrei är en skalbaggsart som beskrevs av Masumoto och Sakai 1988. Trigonophorus dechambrei ingår i släktet Trigonophorus och familjen Cetoniidae. Inga underarter finns listade i Catalogue of Life.